# Gare de Pázmáneum
La gare de Pázmáneum (en hongrois : Pázmáneum vasútállomás) est une halte ferroviaire hongroise, située à Piliscsaba.